# Вильямиль, Хенаро Перес
Хенаро Перес Вильямиль  (в других вариантах Villamil, Villa — Amil исп. Jenaro Pérez Villaamil; 3 февраля 1807 — 5 июня 1854) — испанский художник, один из основоположников и ярчайших представителей романтического пейзажа Испании, специализировавшийся на архитектурных пейзажах и церковных интерьерах, мастер литографии.
Автор иллюстрированной работы Художественная и монументальная Испания.

## Биография

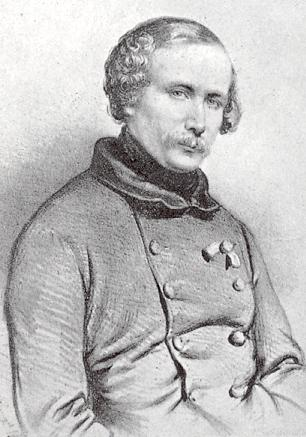
Хенаро Перес Вильямиль. Неизвестный художник., ок. 1850

Хенаро Перес Вильямиль родился в испанском городе Ферроль в Галисии в семье преподавателя топографии — профессора военной академии в Сантьяго-де-Компостела.
С восьми лет мальчик помогал отцу в составлении топографических карт и даже в совсем юном возрасте получил должность помощника профессора. В 1812 году поступает в эту академию на учёбу. В 1820 году семья переезжает в Мадрид и Вильямиль становится студентом «Reales Estudios de San Isidro» (ныне находится в ведомстве «Government of the Community of Madrid») где изучает литературоведение.
В 1823 году участвует в революционных событиях в Испании на стороне оппозиции. Во время гражданской войны и французской интервенции отправляется добровольцем воевать против войск, посланных герцогом Ангулемским для восстановлении монархии. Однако вскоре получает ранение в ходе андалусской кампании и попадает в плен. Его, вместе с другими пленниками отправляют в Кадис. После лечения Вильямиль остается в Кадисе и продолжает художественное образование в местной «Школе изящных искусств».
Через несколько лет Вильямиль уже достаточно известный и популярный художник. Как следствие, в 1830 году он со своим братом Хуаном — также художником, получает заказ на роспись театра Тапиа в Пуэрто — Риканском городе Сан-Хуан.
По окончании работ они остаются в театре и зарабатывают изготовлением декораций и художественным оформлением спектаклей.

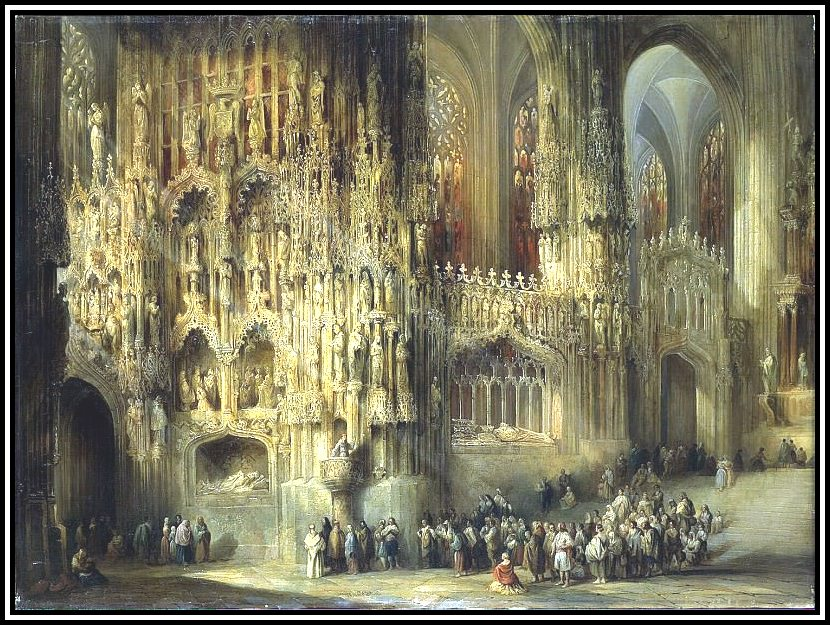
Перес де Вильямиль, Хенаро — Интерьер собора Сан-Мигель в г. Херес, Эрмитаж

В 1833 году Вильямиль возвращается в Испанию. Некоторое время он путешествует по Андалусии и в Севилье, знакомится с шотландским художником Дэвидом Робертсом, совершающим в это время поездку по Испании. Знакомство с творчеством Дэвида Робертса и его концепцией британского романтического пейзажа оказывает заметное влияние на дальнейшее творчество испанского художника.
В 1834 году он обосновывается в Мадриде где открывает свою художественную студию, активно участвует в художественной жизни Испании. Его известность растет, а работы пользуются все большей популярностью. Творчеством художника восхищается сам Хосе Соррилья. Известность Вильямиля распространяется за пределы Испании и вскоре его работы начинают приобретать известные европейские личности для своих картинных галерей, среди которых барон Исидор Жюстен Тейлор, король Франции Луи-Филипп I, купивший несколько картин.
В 1835 году Хенаро Перес Вильямиль назначается академиком Королевской академии Сан-Фернандо, которую позднее в 1845 году и возглавит, а в 1840 г. становится придворным художником королевы Изабеллы II.
Деятельность живописца Перес де Вильямиль успешно совмещал с преподаванием в Академии, где одним из его учеников был Мартин Рико (1833—1908 гг)..
Вильямиль принимает участие в создании различных учреждений культуры среди которых Ateneo de Madrid и El Liceo Artístico Literario de Madrid.
С 1840 по 1844 год, во время регентства генерала Бальдомеро Эспартеро, Вильямиль, вероятно по политическим соображениям, покидает пределы Испании. В качестве предлога он использует необходимость работы над задуманным им монументальным трудом, посвященного архитектуре Испании. Он путешествует по Франции, Бельгии и Голландии, его работы приобретают известные семьи этих стран. Он делает множество акварелей и рисунков различных городов и памятников.
Итогом его работы становится иллюстрированный труд Художественная и монументальная Испания, выпущенный во Франции.
По возвращении в Испанию его награждают рыцарскими орденами Карла III и Леопольда Бельгийского, он также получает Орден «Легион почёта». Он много путешествует по Испании в поисках новых впечатлений и художественных взглядов, чтобы изобразить их в своих работах. К началу 1850-х годов у художника обострилась болезнь печени. Хенаро Перес Вильямиль умер в Мадриде 5 июня 1854 года в возрасте сорока семи лет. Захоронен на Мадридском кладбище Sacramental de San Justo Burial or Cremation Place
В его родном городе в муниципальном парке установлен бюст, также одна из улиц Ферроля носит его имя.

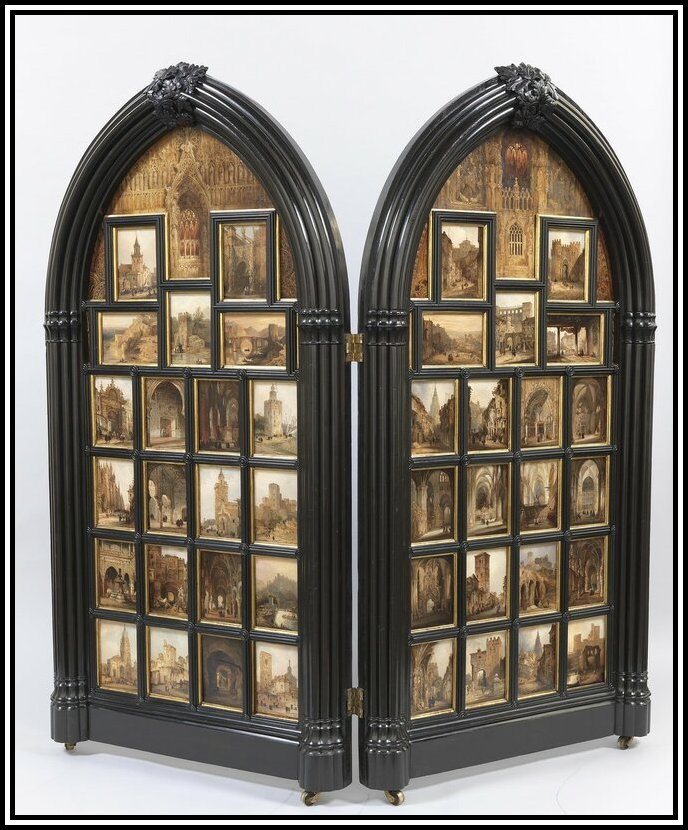
«Сорок два испанских городских пейзажа» (1835—1839 гг), Хенаро Перес де Вильямиль

## Творчество
Генро Перес Вильямиль — мастер архитектурного и монументального романтического направления пейзажной живописи. Он признан как один из лучших пейзажистов испанского романтизма. Вильямиль работал быстро и, в то же время, точно и детально, создавая панорамные виды памятников, городов и природных ландшафтов. Как результат — Хенаро Перес Вильямиль оставил большое творческое наследие. По оценкам его биографов оно может достигать восьми тысяч живописных полотен, средних и малых форматов, а также более восемнадцати тысяч работ в другой технике — гуашью, акварелью, графических работ, литографий.
Кроме изображений родной Испании им выполнено несколько картин восточной тематики, таких как классические руины близ Иерусалима.
Его работы обогащены романтическим воображением художника, который избавляет их от некоторых канонов реализма, что добавляет им эффектности и грандиозности. В то же время произведения Вильямиль имеют описательный характер и выполнены в манере путешествующих художников, в них угадывается влияние, оказанное Дэвидом Робертсом. Искусствоведы отмечают удивительную уживчивость объемности и завышение масштабов архитектурных изображений
с их поразительной легкостью, изящностью и воздушностью. В работах художника присутствует особый декоративный смысл, живописный язык ярких цветов, выраженного с чрезвычайно эластичной текстурой.
Особо выделяются его утонченные акварельные работы. В музее Прадо находится диптих Переса де Вильямиля «Сорок два испанских городских пейзажа», почти двухметровой высоты, в темной деревянной оправе. Это произведение дает уникальную возможность представить как выглядела Испания в первой половине девятнадцатого века. Эта необычная работа совместила в себе историческую и художественную ценность творчества испанского художника.
Хосе Соррилья, восхищенный творчеством испанского художника посвятил ему в 1837 году свои стихи La noche de invierno (Зимняя ночь), в которых он воспивает феррольского художника:
```
Tú pintarás las memorias 
que nos quedan por fortuna; 
yo pìntaré las historias 
que vida a tus cuadros dan.
[
23
]
```

Работы Хенаро Перес Вильямила хранятся в ведущих музея мира: Музей Прадо, Museum of Romanticism (Madrid), Эрмитаже, The Metropolitan Museum, The Bilbao Fine Arts Museum, Музее изобразительных искусств в Ла-Корунье и др. Они имеют не только художественную, но и историческую ценность.

Галерея работ Хенаро Перес Вильямила
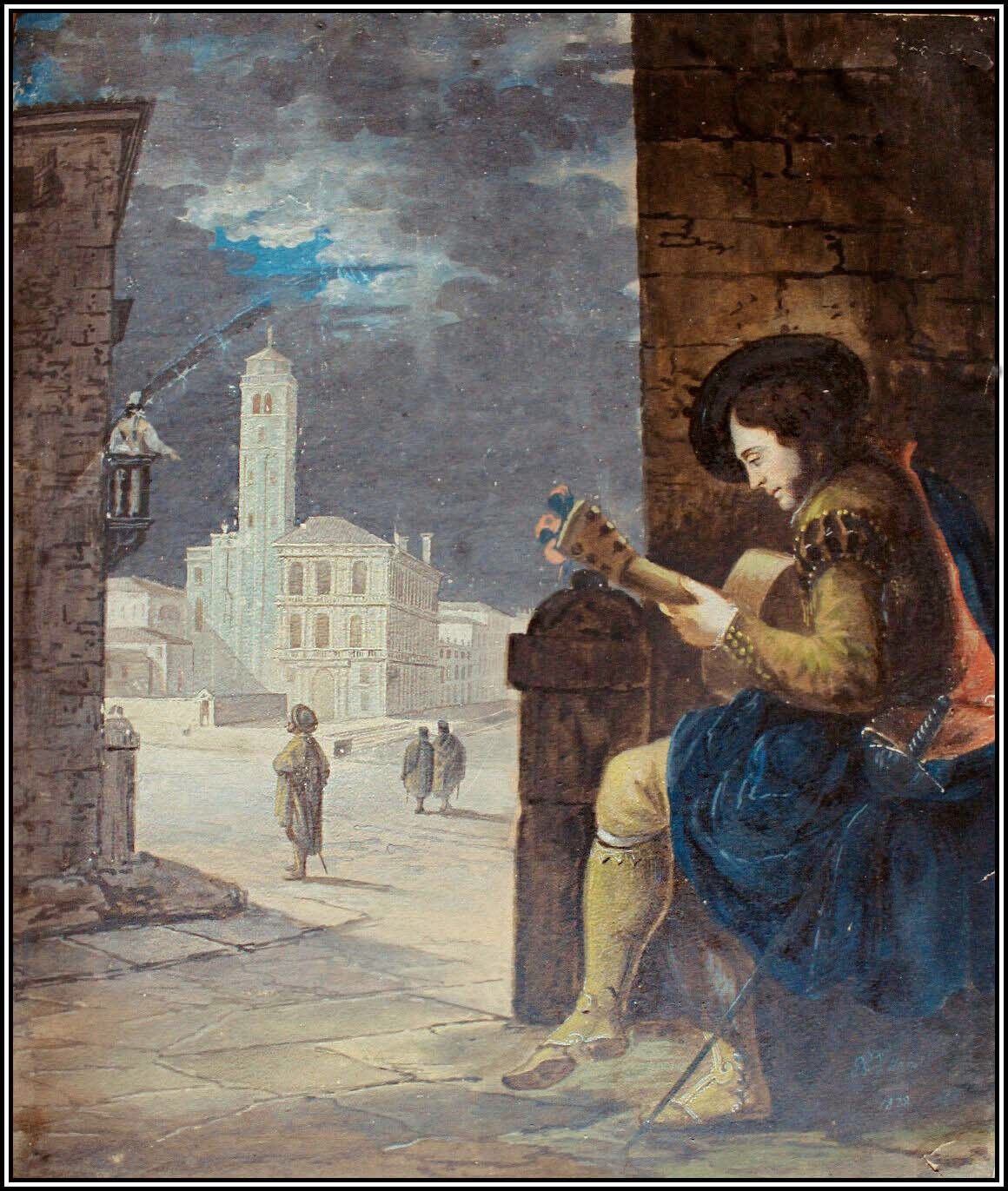
Хенаро Перес Вильямиль. «Гитарист». Акварель, гуашь, 1828.
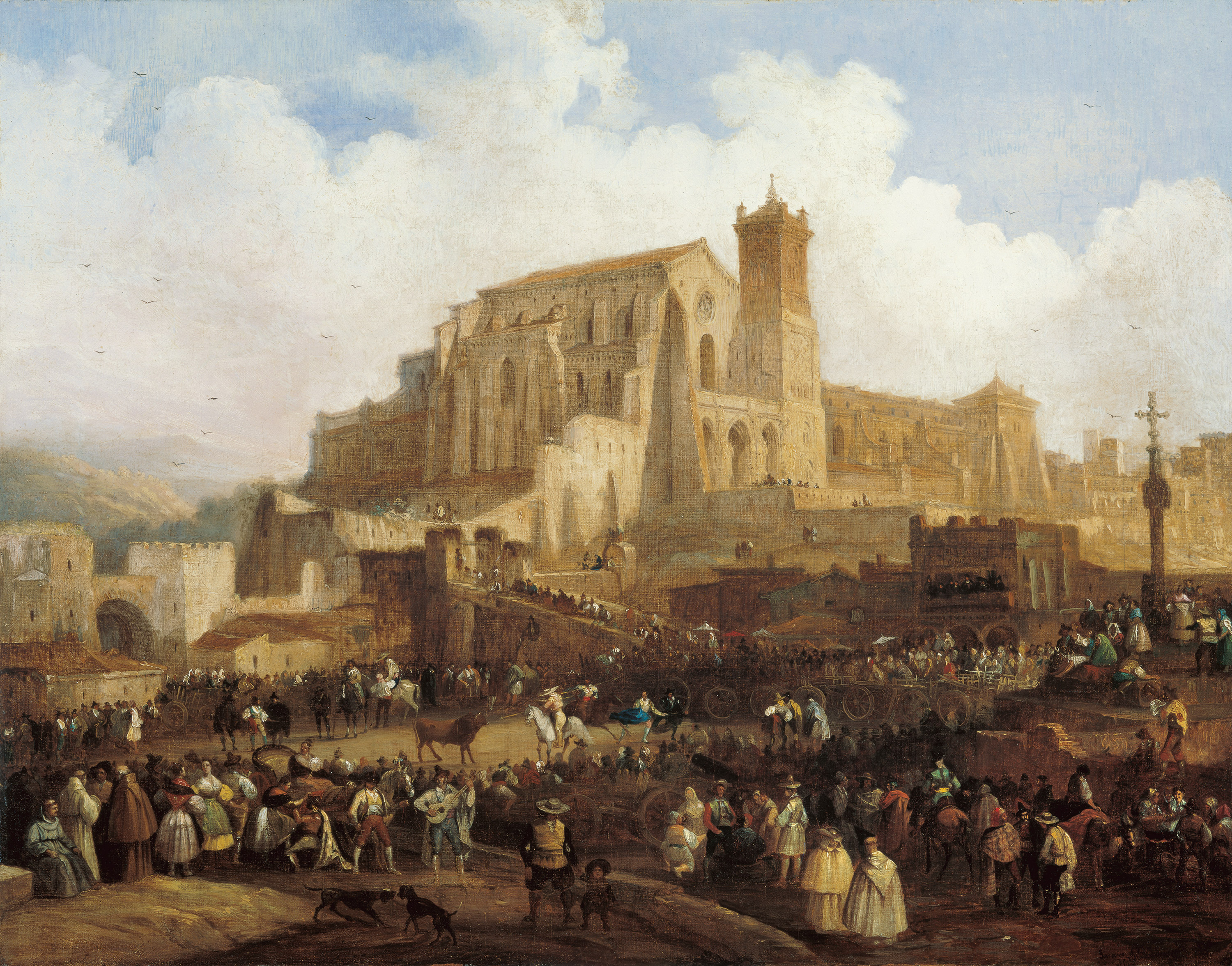
«Village Bullfight (Коррида)» (1838)
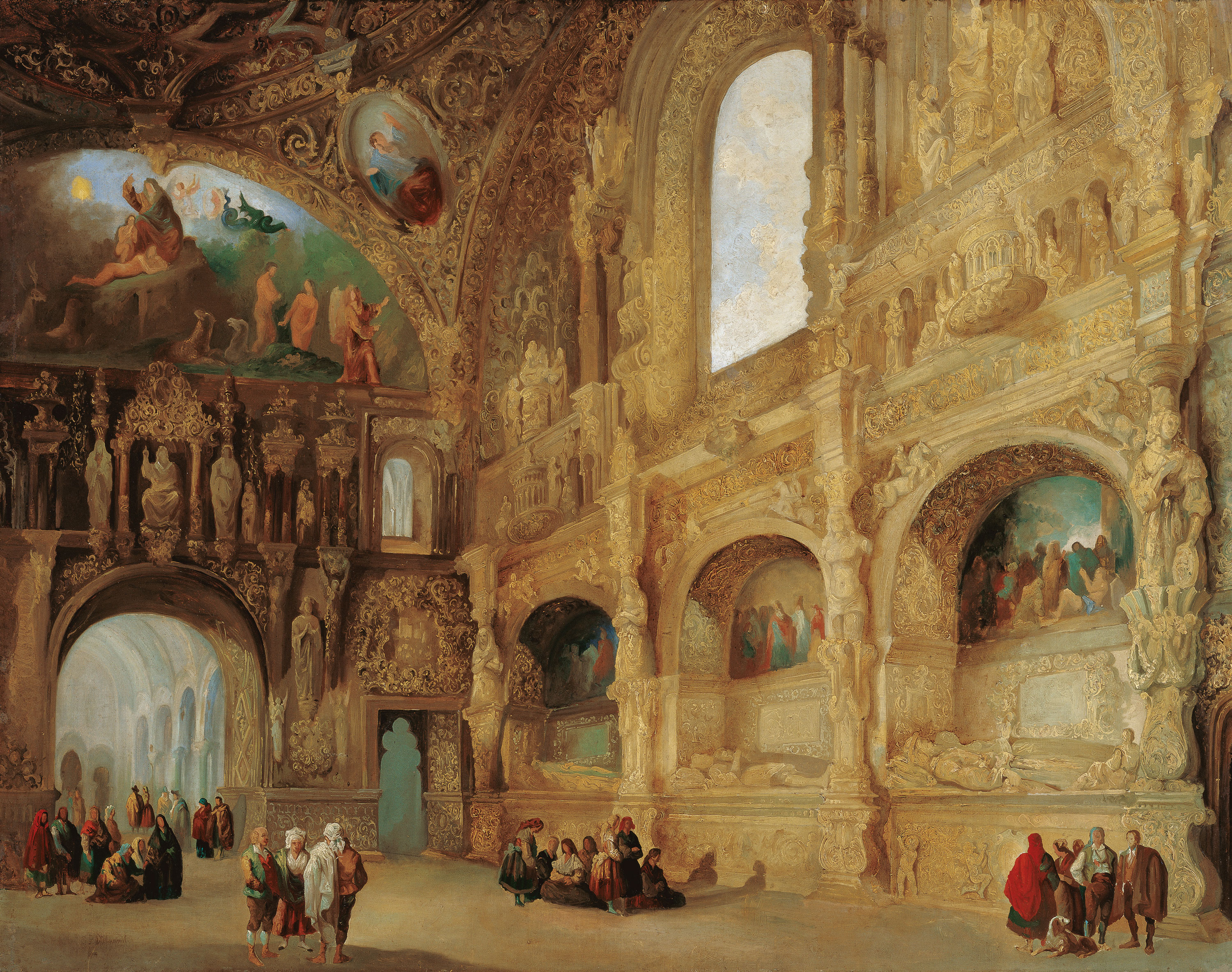
Часовня семейства Benavente в Медина-де-Риосеко (1842)
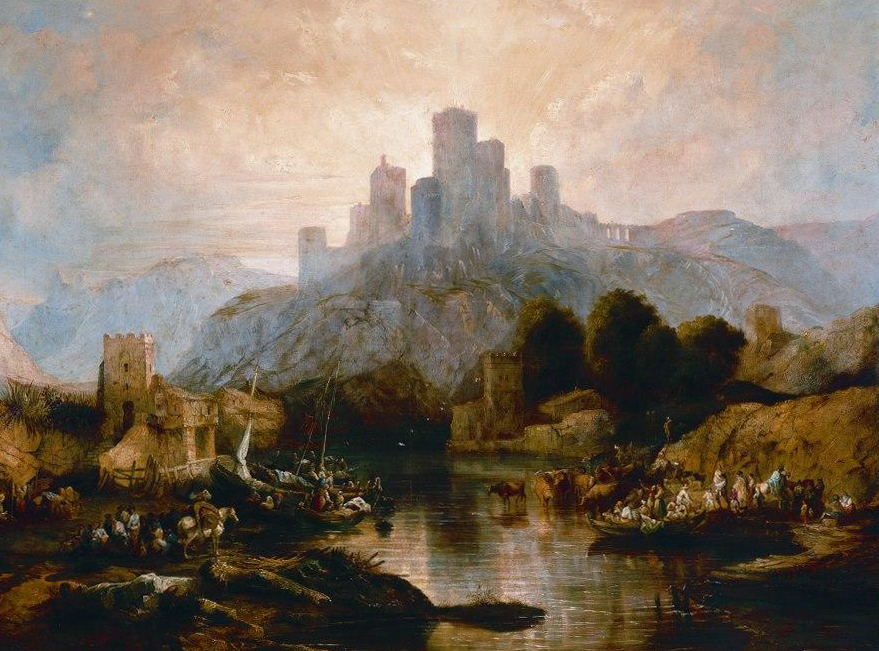
Алькала-де-Гуадаира (1843)
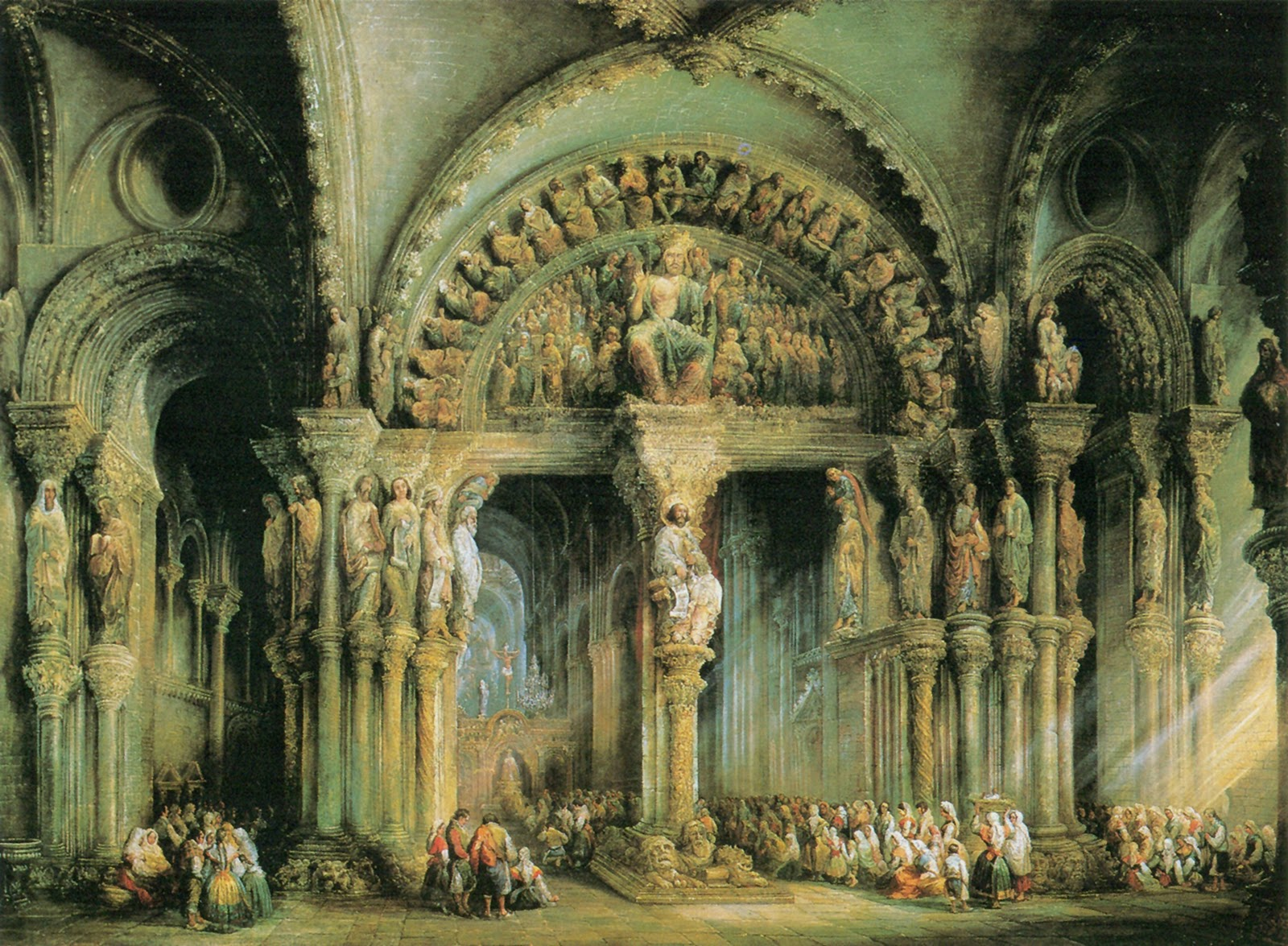
«Портик славы», Сантьяго-де-Компостела (1849)
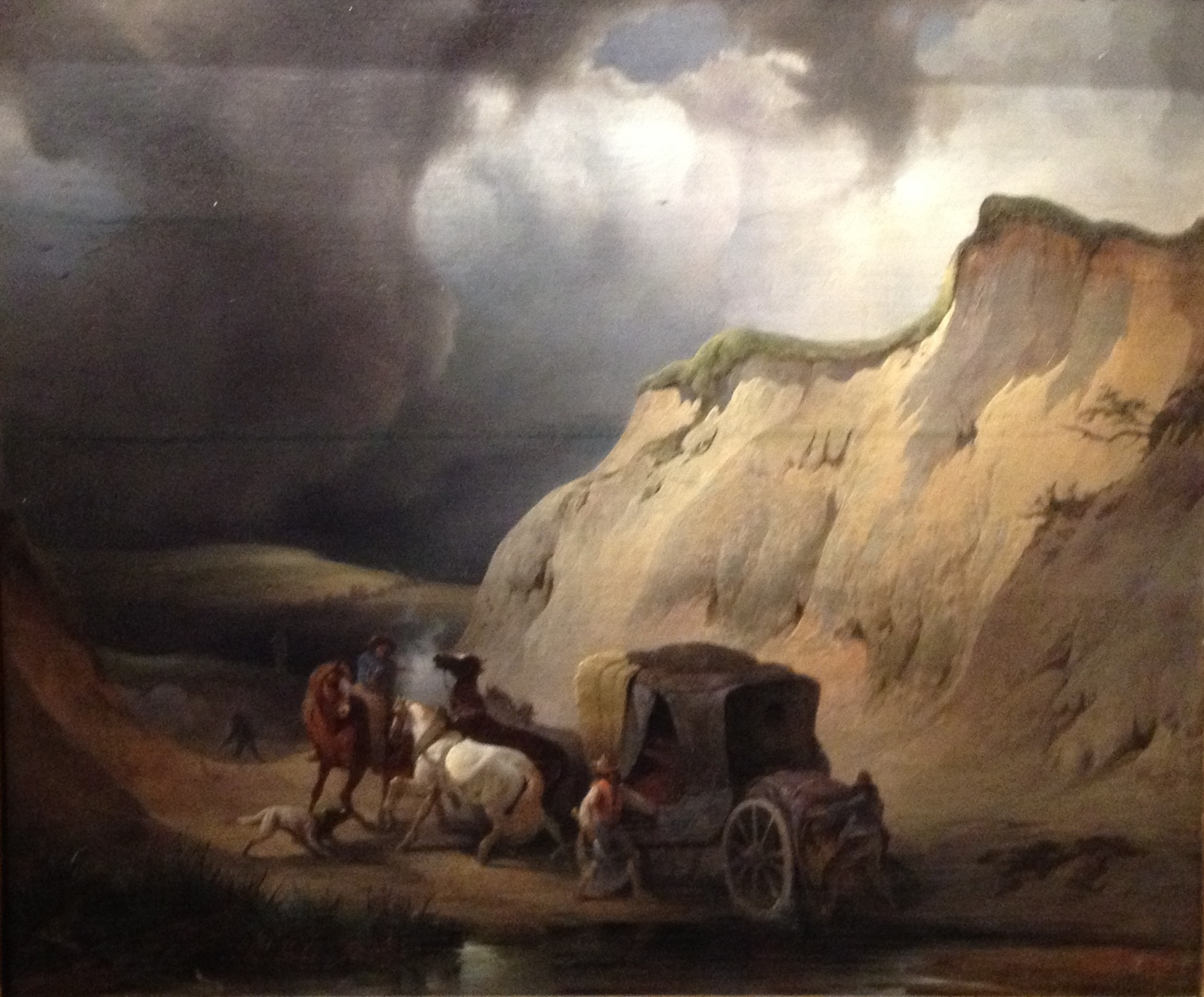
«Атака на дилижанс» (1850)

## Артистическая и монументальная Испания

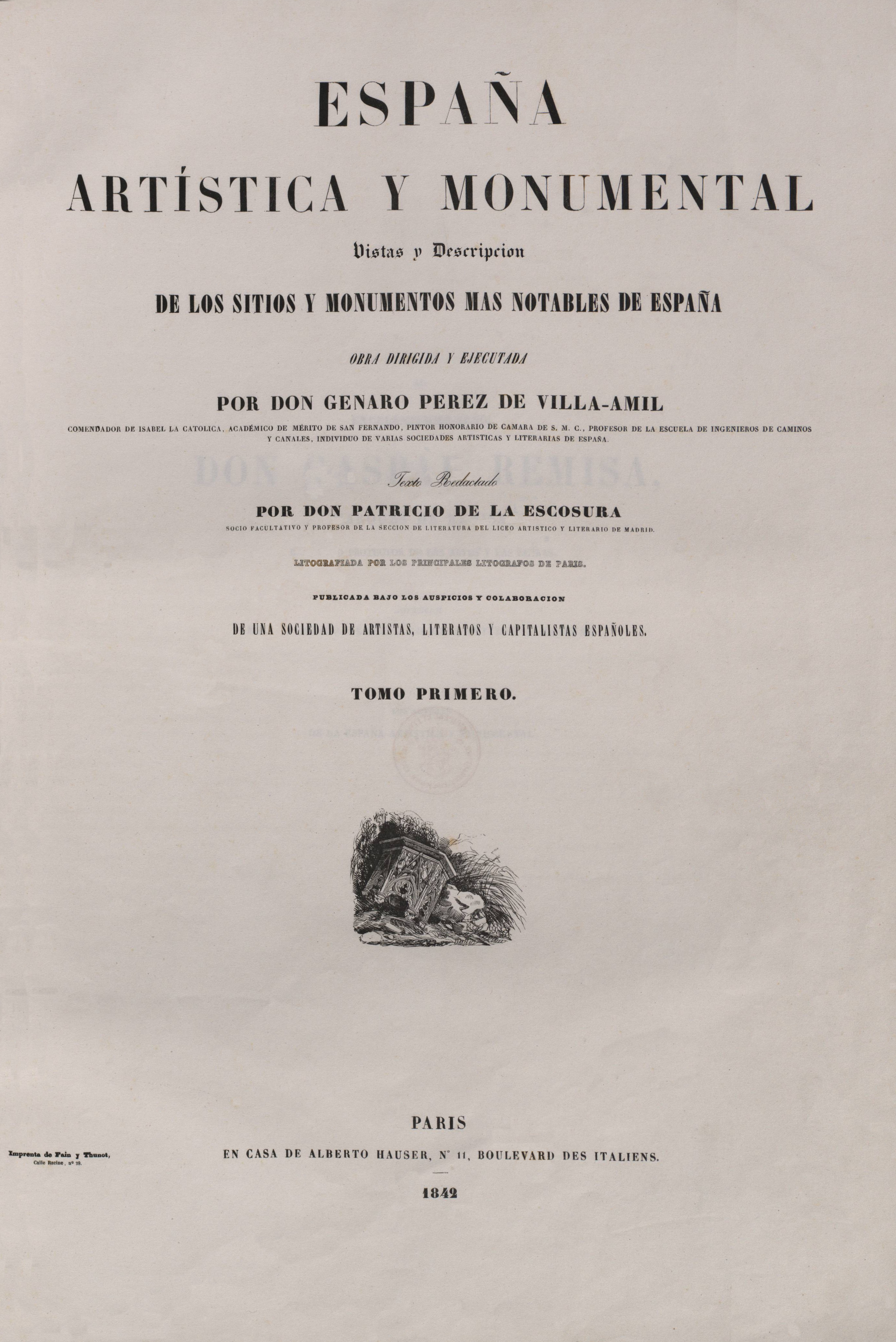
Первый выпуск Артистической и монументальной Испании1842

В 1842—1850 годах престижный издательский дом «Hauser» в Париже издал трехтомник под названием «Артистическая и монументальная Испания под редакцией Alberto Hauser. Один из самых значимых художественных трудов своего времени, который служил пропаганде архитектурного наследия Испании, её наиболее привлекающих внимание мест и монументов. В середине XIX века фотография находилась в зачаточном состоянии и зарубежные туры были доступны далеко не каждому обывателю, в то же время власти были заинтересованы в популяризации своих стран. Гравюрные изображения, выпускающиеся массовым тиражом, являлись единственной возможностью показать всему миру, как выглядят другие страны.
Благодаря предыдущим работам мастера, издатели выбрали именно Вильямиля для иллюстрации этого издания. Он не только предоставил большую часть рисунков для литографий, но был художественным руководителем Артистической и монументальной Испании и промоутером этого издания.
К работе над трехтомником были привлечены писатель Патрисио Де Ла Эскосура, литографы и художники Хуан — его родной брат, Луи-Жюльен Жаколет,
Косме Альгарра, Хосе Бекхере, Валентин Кардерера, Домингес Беккер, Блас Креспо, Антонио Мария Эскивель, Висенте Лопес, Федерико Мадрасо, Сесилио Писарро, Росарио Вайс и др.
Всего над пластинами работали более двадцати французских и один испанский литограф. Несмотря на разнообразие авторов и литографов художественная часть издания имела последовательный стиль благодаря влиянию Перес Вильямиля.
Работа содержала 44 вида Толедо, 19 Бургосы, а также иллюстрации различных мест Кастилии, Арагона, Андалусия, Страны Басков, Наварры и Галиции. Выбор был произвольным и не представляли все регионы Испании. Вместе с тем из 44 толедских гравюр, Вильлаамиль является автором 41 рисунка.
Впоследствии Вильямиль запечатлел в своих работах туры в Мадрид, Севилью, Барселону. По его рисункам были изготовлены литографии для нового издания.
Первый том, датированный 1842 годом, издавался ежемесячными партиями в течение всего года. Каждый из его двенадцати тетрадей состоял из четырёх гравированных и около десяти страниц текста. То же распределение тетрадей, гравюр и страниц произошло в томе II,
Для покрытия расходов, связанных с его изданием, Вильямиль обратился за помощью к „Обществу испанских художников, литераторов“, заручившись поддержкой Гаспара Ремиса, маркиза де Ремиса, которому он посвятил эту работу. Кроме того, он надеялся увеличить финансирование, предложив абонентскую подписку по более доступной цене, в надежде увеличив при этом тираж издания. Известно, что каждая ежемесячная тетрадь стоила 20 франков, а абонентам она обходилась всего за 16. Для распространения он имел книжные магазины и агентства в различных европейских городах, в частности в Мадриде, Лондоне, Берлине, Мюнхене, Милане и Риме.

Артистическая и монументальная Испания:
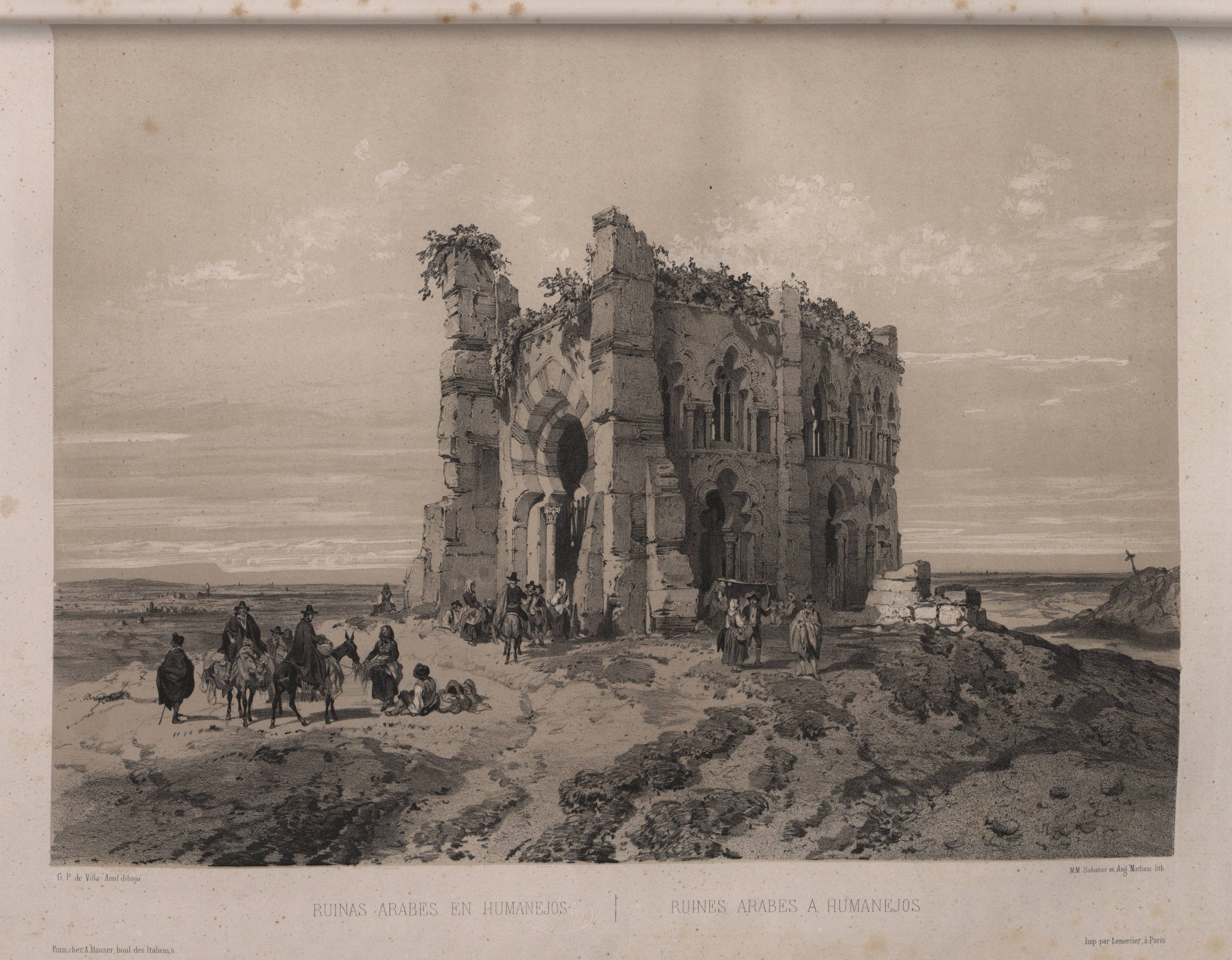
Руины Humanejos.
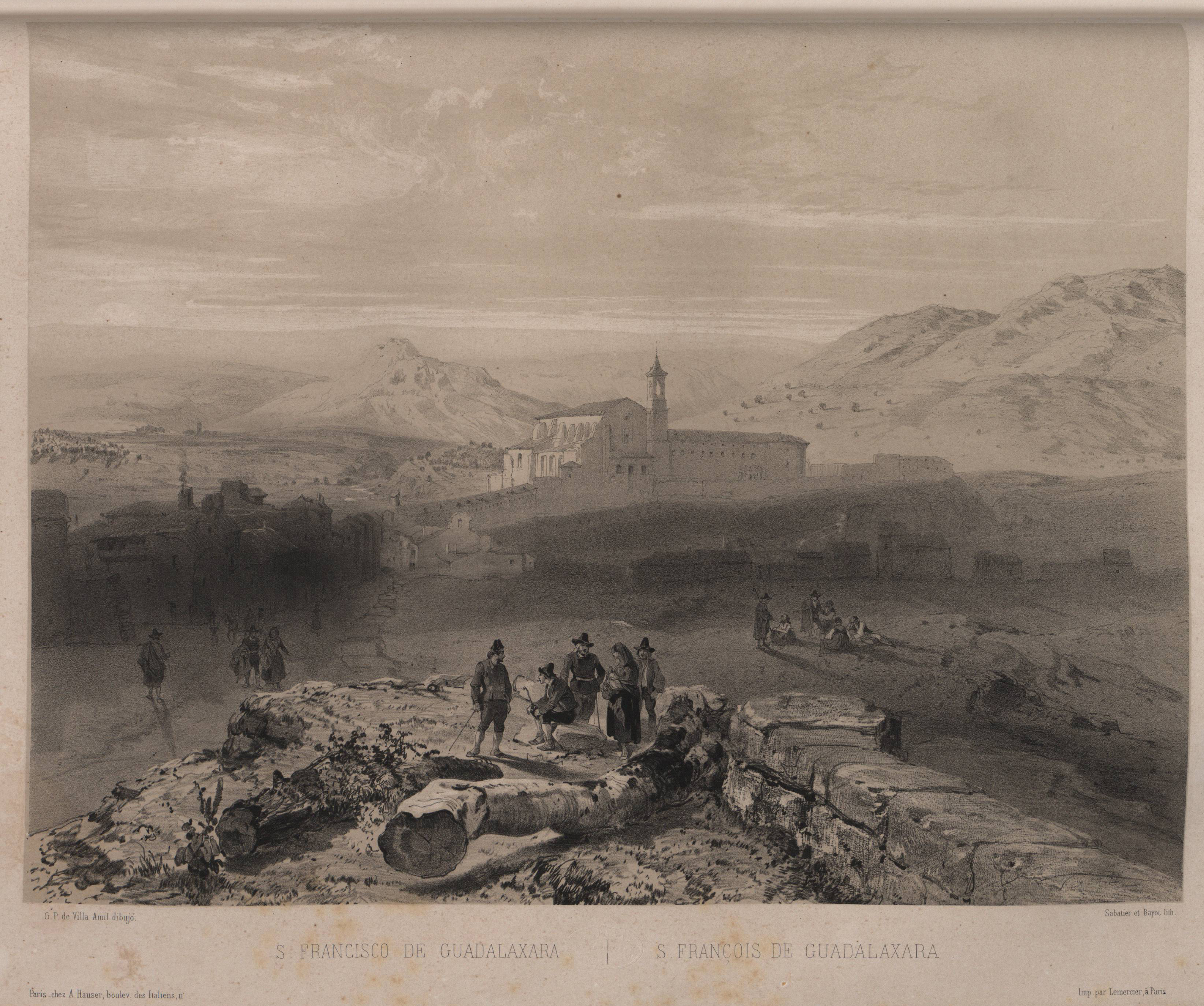
Сан - Франциско, Гвадалахара, Испания.
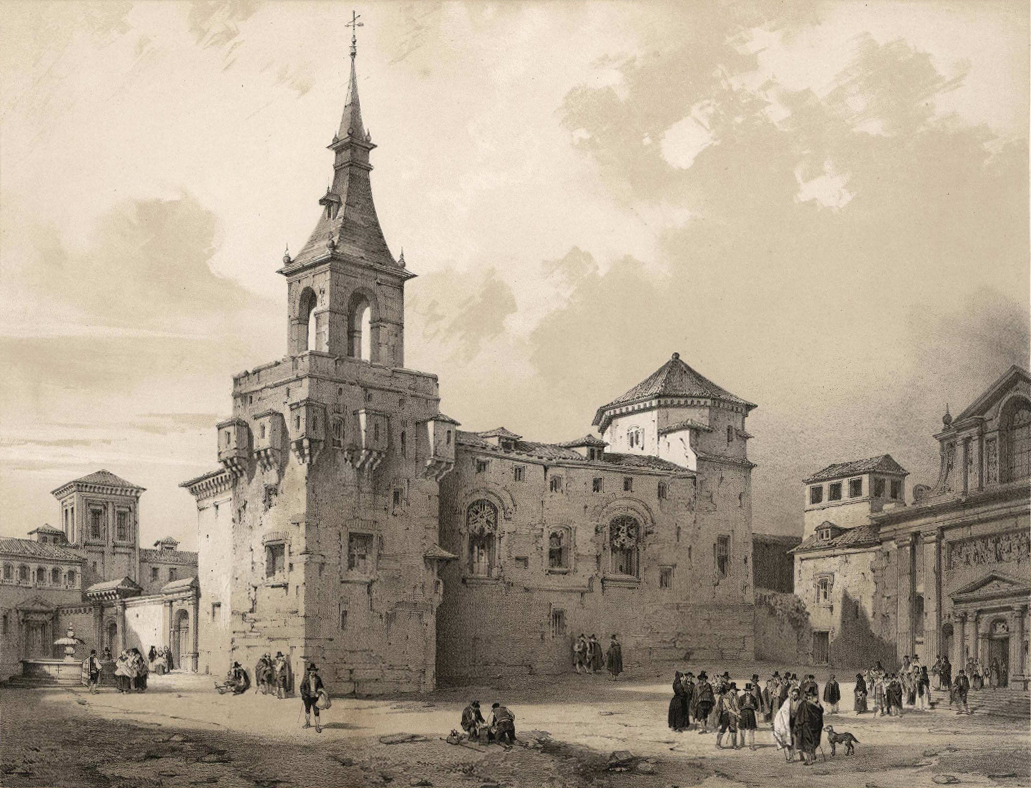
Дворец архиепископа Алькала-де-Энарес
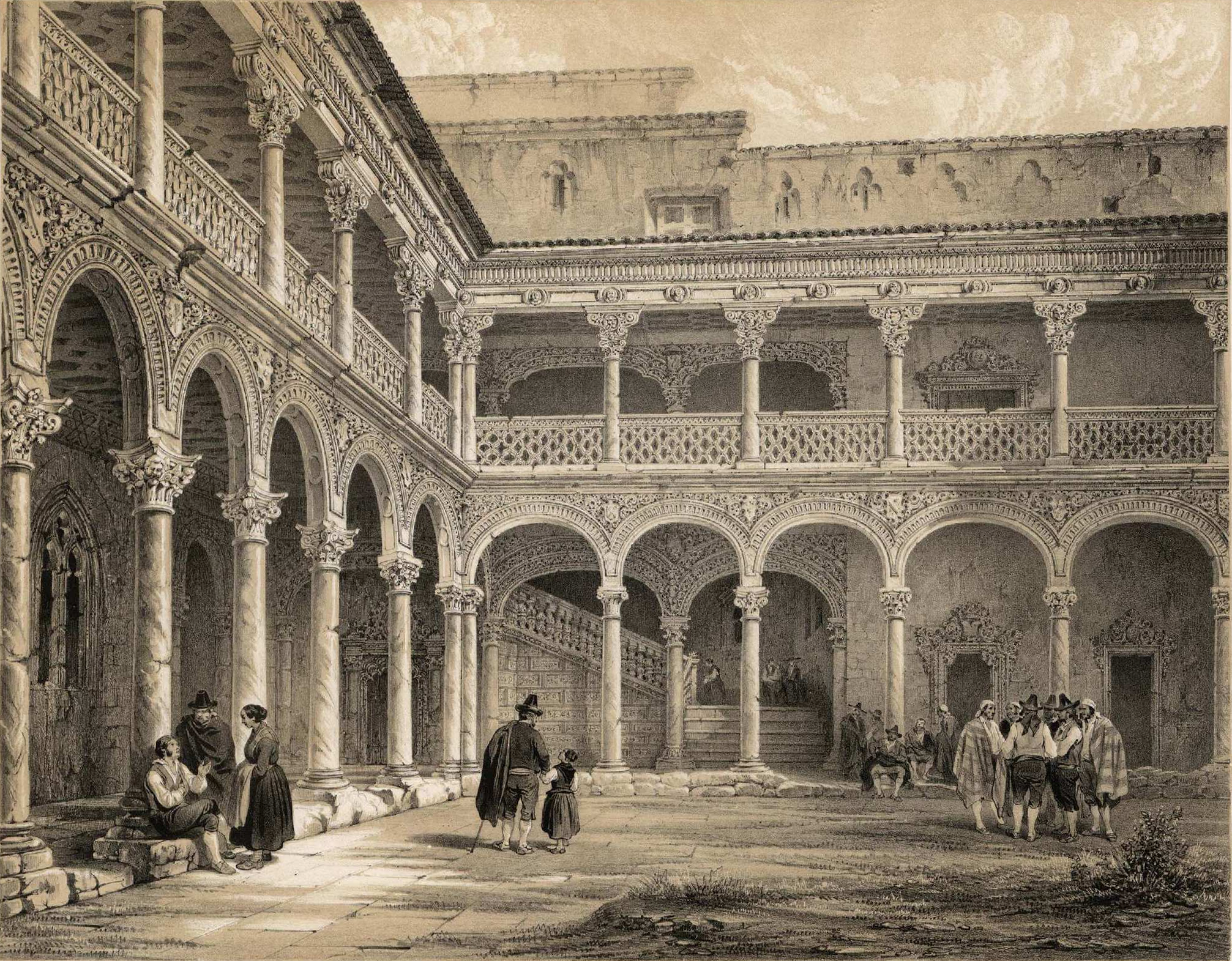
Дворец архиепископа Алкала де Энарес, двор Фонсека, 1842.
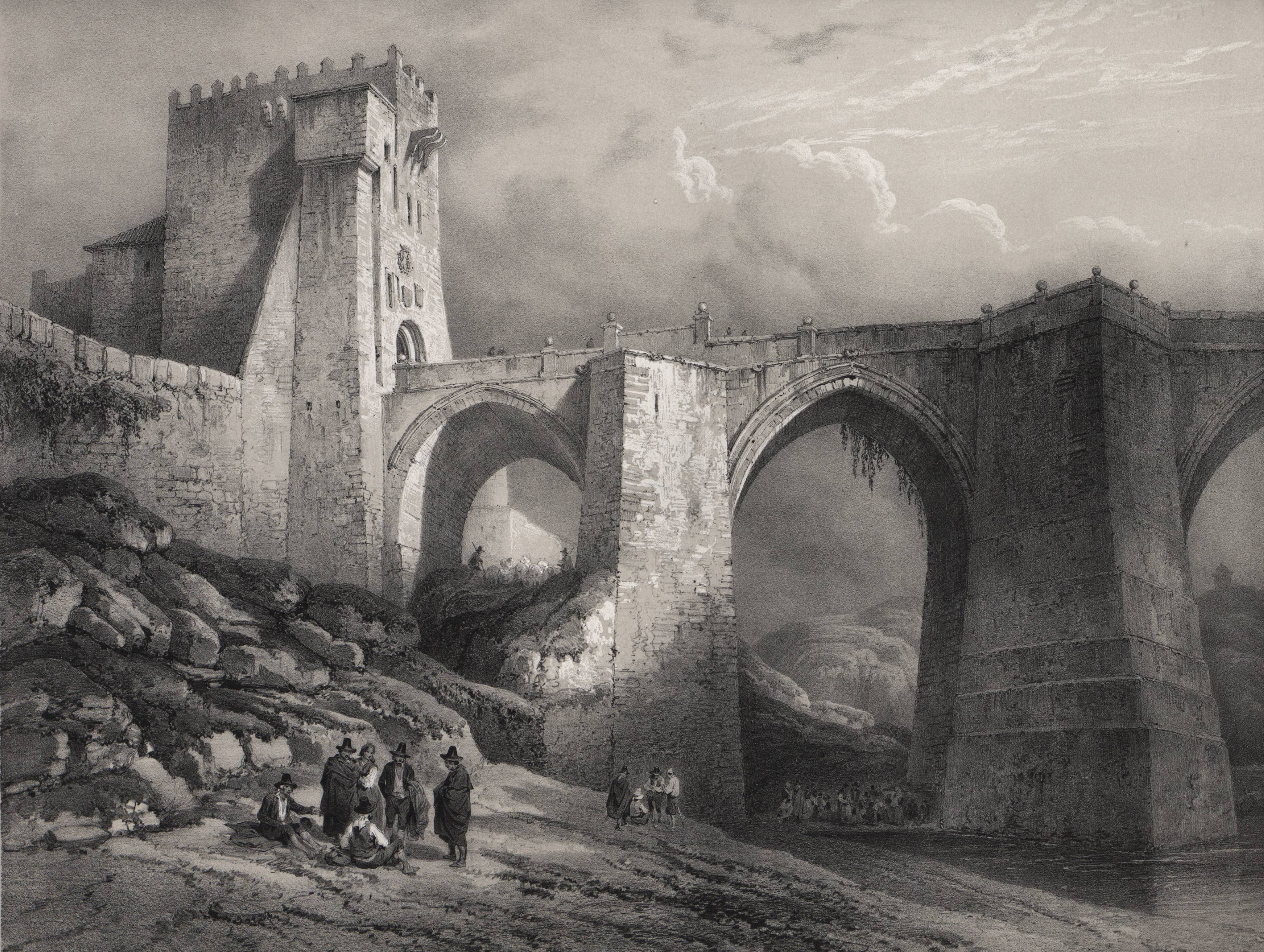
Сан - Мартин мост в Толедо (1850).

## Видео
- Conferencia: „Díptico con 42 vistas monumentales de ciudades españolas“, por Genaro Pérez Villaamil Архивная копия от 11 июля 2021 на Wayback Machine
- Presenta Museo del Prado obra inédita de paisajista Pérez Villamil
- Jenaro Pérez Villaamil (Litografías de España Artística y Monumental)